# さまぁ〜ずのさまラジ
さまぁ〜ずのさまラジは、ニッポン放送で2022年4月2日より毎週土曜日午後に放送されているラジオ番組。

## 概要
三村マサカズ出演の実質的な前番組『さまぁ〜ず三村マサカズと小島瑠璃子の「みむこじラジオ!」』をリニューアルし開始。
なお、さまぁ〜ずのコンビでの冠番組出演となると、2002年4月より2004年3月まで放送された『木曜Junk さまぁ〜ずの逆にアレだろ』（TBSラジオ）以来18年ぶりとなる。

## 出演者

### パーソナリティ
- さまぁ〜ず（三村マサカズ、大竹一樹）[1]

### アシスタント
- 小山愛理（2022年10月1日 - ）

## 過去の出演者
アシスタント
- 佐藤美希（2022年4月2日 - 9月24日）[1][3]

## ネット局と放送時間
現在のネット局
| 放送期間       | 放送時間                     | 放送局       | 対象地域・備考 |
| -------------- | ---------------------------- | ------------ | -------------- |
| 2022年4月2日 - | 土曜 15:00 - 15:30           | ニッポン放送 | 関東広域圏     |
|                | 日曜 15:30 - 16:00           | 山形放送     | 山形県         |
|                | 日曜 17:30 - 18:00           | 東北放送     | 宮城県         |
| 2024年4月2日 - | 月曜 23:00 - 23:30           | 新潟放送     | 新潟県         |
| 2025年2月2日 - | 日曜 0:30 - 1:00（土曜深夜） | 和歌山放送   | 和歌山県       |
| 2025年4月5日 - | 土曜 19:00 - 19:30           | 静岡放送     | 静岡県         |
|                | 土曜 20:00 - 20:30           | 秋田放送     | 秋田県         |
| 2025年4月6日 - | 日曜 12:30 - 13:00           | 中国放送     | 広島県         |

過去のネット局
| 放送期間                                                                                  | 放送時間           | 放送局         | 対象地域・備考 |
| ----------------------------------------------------------------------------------------- | ------------------ | -------------- | -------------- |
| 2022年4月3日 - 2022年9月24日                                                              | 土曜 21:30 - 22:00 | 福井放送       | 福井県         |
| 2022年4月3日 - 2023年10月1日                                                              | 日曜 12:30 - 13:00 | RSKラジオ      | 岡山県         |
| 2025年1月5日 - 3月23日                                                                    | 日曜 20:00 - 20:30 | 東海ラジオ放送 | 中京広域圏     |
| 2022年9月30日 - 2023年3月31日 2023年10月4日 - 2024年3月27日 2024年10月2日 - 2025年3月26日 | 水曜 21:30 - 22:00 | 青森放送       | 青森県         |

放送時間の変更
- 2023年6月17日、ニッポン放送では当該時間に『プロ野球中継 横浜DeNA×千葉ロッテ』を放送（15:00 - 17:30）のため、通常より150分繰り下げられ17:30 - 18:00に放送。
- 2023年10月21日、ニッポン放送では当初『プロ野球2023セ・リーグCSファイナルステージ第4戦 阪神×広島』を生中継のため休止予定だったが、前夜開催の第3戦での阪神勝利を以て同シリーズが終了となったため、“秋の特大号”と題し16:00まで拡大放送。